# Los Cumbiambas

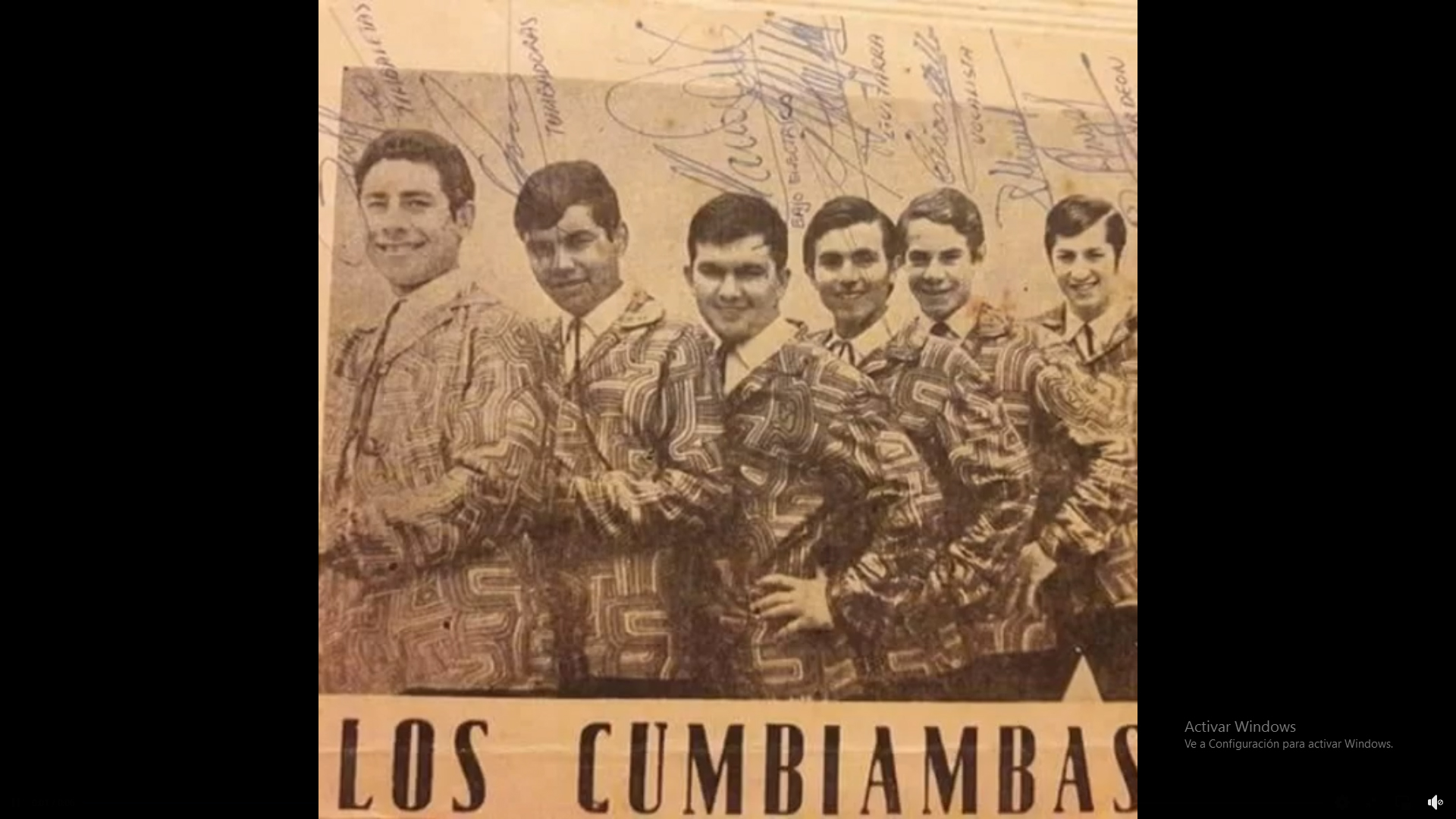
Los Cumbiambas en el año 1964. De derecha a izquierda, Miguel Ángel Carranza (acordeón) César Galli (Voz) Juan Carlos Denis (Guitarra) y futuro creador de la cumbia santafesina con guitarra con su grupo Los Del Bohio

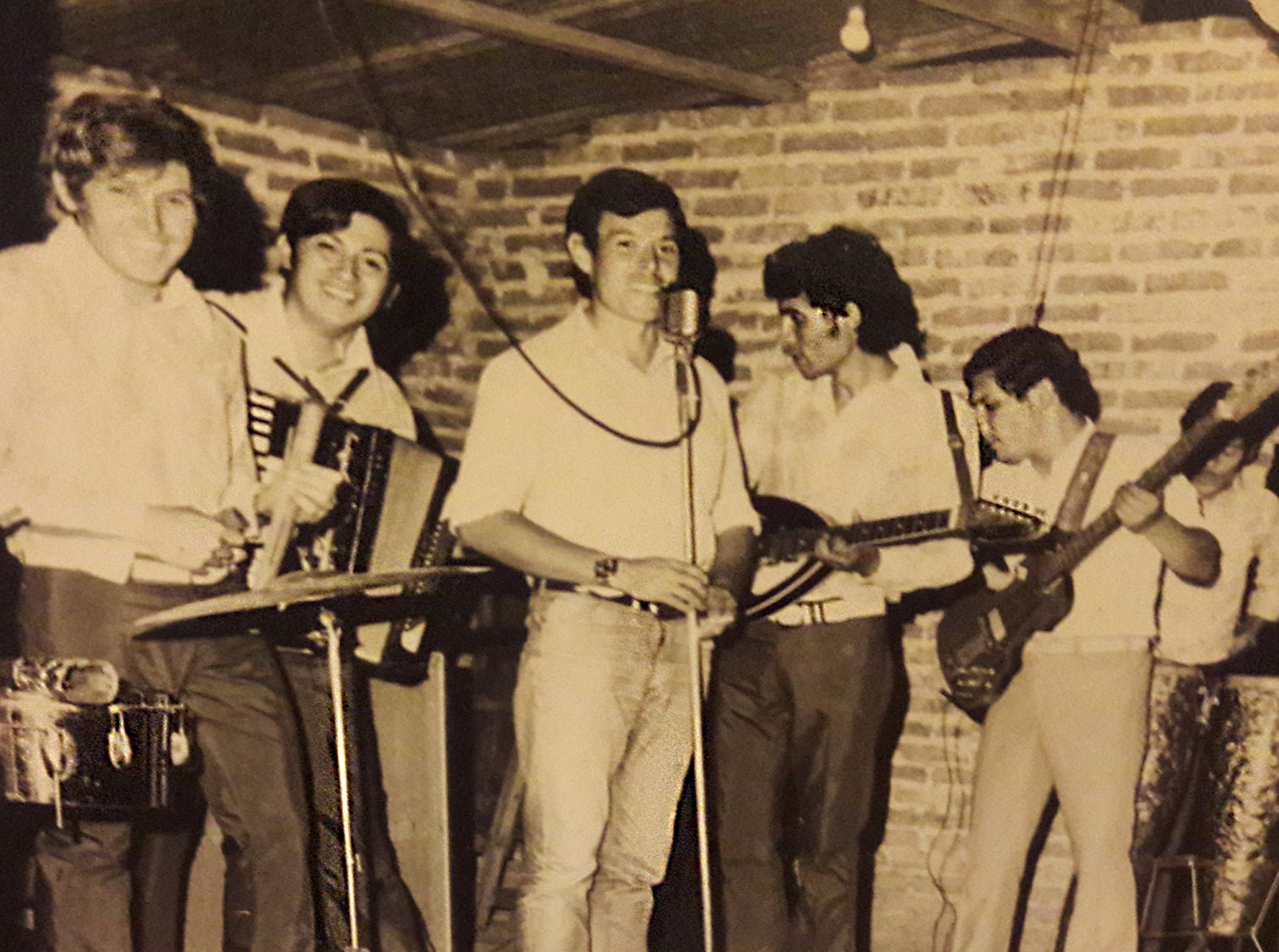
Los Cumbiambas con la voz de Czeslav Popowicz (YULI) en 1968

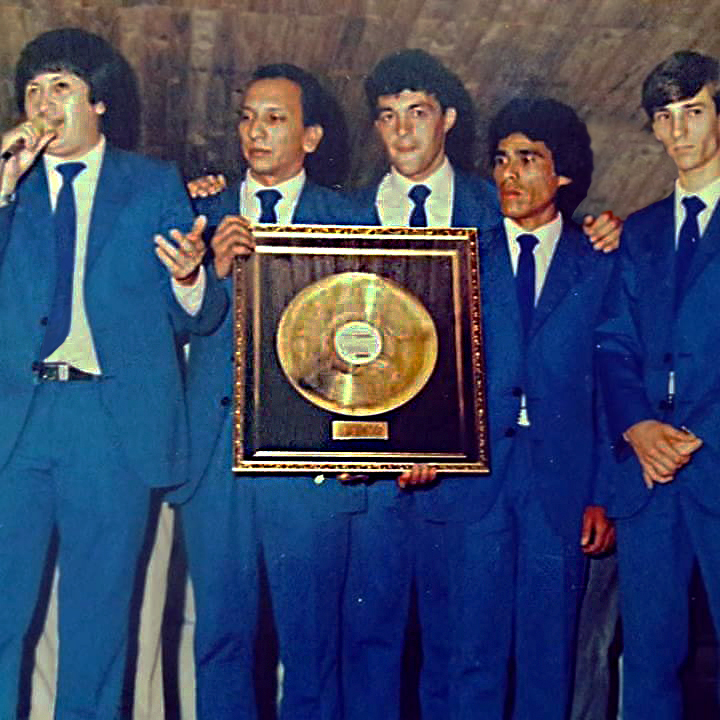
Los Cumbiambas recibiendo el disco de oro en 1988 por su trabajo discográfico "El Guere Guere" la ceremonia de entrega se realizó en el Centro de Almaceneros de la ciudad de Santa Fe

Los Cumbiambas es  un grupo argentino de cumbia originario de la ciudad de Santa Fe, con más de seis décadas de trayectoria. Es el primer grupo de cumbia con acordeón formado en dicha ciudad en el año 1964. Su fundador fue Miguel Ángel Carranza.

## Historia

### Década 1960
Los Cumbiambas, se fundaron en 1964 en el barrio Escalante, ciudad de Santa Fe Capital, su creador fue un niño de tan solo 13 años llamado, Miguel Ángel Carranza, que para ese entonces ya era profesor de teoría y solfeo habiéndose recibido en el instituto musical Odeón, donde estudio acordeón a piano bajo la enseñanza del profesor Alberto “TOTO” Fernández. Los Cumbiambas estaban compuesto por chicos de entre 13 y 15 años, fue el primer grupo de cumbia con acordeón de la ciudad. Hicieron un estilo adaptado de la cumbia colombiana. Luego de unos años aparecerían otros estilos como la denominada cumbia santafesina siendo esta la más popular, el cuarteto, la cumbia santiagueña y norteña. El debut de Los Cumbiambas y futuros show, se dieron en la Vecinal San Martin, vecinal Yapeyu, el Club Fortín Lujan de Don Bosco, un baile muy concurrido por ese entonces por el Campeón Carlos Monzón y el Club de bochas de Barrio Cabal. En 1967 en la ciudad de Paraná, Los Cumbiambas ganaron el primer certamen de grupos tropicales realizados en ese entonces por el Club Ciclistas. El jurado estaba compuesto por Lanka y sus Tropicanos, el Trío Rubí y nada más ni nada menos que el Cuarteto Imperial, con estos dos últimos salieron de gira por Corrientes como parte del premio logrado. Luego de esas giras grabaron cuatro demos de pasta en el estudio Alcides Lana. En su época temprana, el grupo de Miguel Carranza, fue una escuela de futuros triunfadores en el campo de la cumbia, como Juan Carlos Denis, que debutó como guitarrista en Los Cumbiambas en sus inicios y luego se convirtió en director de Los del Bohío, también Czeslav Popowicz (YULI) que en 1968 llegó para ser la voz de Cumbiambas hasta 1971.

### Década 1970 y 1980
A principios de los 70 llegaron las grandes giras y éxitos que lo reafirmaban como uno de los grandes grupos en el género de la cumbia. En 1982 se incorpora al grupo Mario Jacob, proveniente del grupo Tropical Maracaibo. Su primer disco fue grabado en Rosario Santa Fe para el sello EUROPHONE en el año 1985 titulado "Carita de muñequita" al año siguiente (1986) graban "Serás mi reina" y en 1987 "El guere guere" siendo este su primer gran éxito a nivel país que los hizo ganadores de un disco de oro. La ceremonia de entrega del disco, se realizó en el Centro Almaceneros de la ciudad de Santa Fe. Los Cumbiambas siguieron grabando haciendo un recorrido por muchos sellos discográficos a nivel nacional, en 1987 llegaría también "Como nunca", "Ganadores" en 1988 y terminando la década, "Inimitables" de 1989.

### Década de 1990 y 2000
A principios de los 90´s, traen grandes éxitos como "Con estilo imperial" de 1990 "Meta Ola" de 1991, en 1992 "Como Nunca VOL2", “Los Pegaditos” de 1993 siendo este uno de los más exitosos de la década de los 90, ya que contenía dos enganchados, haciendo todo un recorrido por todos sus grandes éxitos. Luego vendría “Fiesta Imperial” de 1994 “La Cotorra” de 1995 y para 1999 llegaría el disco “Cumbia Cumbia” Después de trabajar fuertemente en provincias como, Buenos Aires, Entre Ríos, Corrientes y todo Santa Fe vuelven a grabar en 2004 con un trabajo llamado “Pegaditos otra Vez” y luego seguirían otros discos como “Por Siempre" de 2005, "Dale Fruta" de 2006, "Herederos de la Cumbia" de 2007 y "Cumbia de mi Tierra" de 2008, siendo este el último con la formación de músicos clásica de Los Cumbiambas. Luego de esto, Miguel Carranza dueño y creador de dicha agrupación, tuvo una diferencia musical con el vocalista, en donde este quería actualizar el estilo del grupo, llevándolo a un estilo más actual, a lo que Miguel Carranza se negó, siguiendo firmemente sus convicciones, su estilo “imperial” que caracterizó por muchos años a Los Cumbiambas. Esta disputa llevó a Miguel a abandonar el grupo luego de casi 50 años de trayectoria. Luego de esto, Carranza formaría el grupo “Bella Cumbia” agrupación que heredo el estilo de su grupo anterior.
En 2009 Los Cumbiambas vuelven a grabar, pero sin su creador, trayendo un trabajo llamado “Un éxito cantado” donde claramente se vio ese cambio radical en el estilo, grabando siete canciones y un popurrí formado por diferentes obras. Este cambio de estilo tuvo disputa entre sus seguidores dividiéndolos en dos partes, los que se apegaban a estilo tradicional que los caracterizó durante tanto tiempo y los que simplemente aceptaban el cambio.

### Década de 2010 – actualidad
A principio de la década llegaría “Cumbiambailables", en 2012 “Pégate a Bailar” y “Mi Caramelo” de 2013 siendo este el último disco del grupo en formato físico (CD) luego de a poco, la agrupación fue descuidándose, cambiando de músicos en reiteradas ocasiones, lo que por resultado el grupo fue cambiando el estilo y perdiendo esa esencia que lo caracterizó tantos años y desde 2013 no volvieron a grabar hasta casi una década después. Uno de los últimos eventos notables que tuvieron Los Cumbiambas, fue un 7 de noviembre de 2016, donde participaron de la primera fiesta de la cumbia en la ciudad de Santa Fe. Luego de un par de años inactivos, el grupo vuelve a resonar en 2022 grabando 2 sencillos bajo el lema “RECALCULANDO”

## Estilo
Los Cumbiambas son representantes de la clásica cumbia santafesina, siendo esta una de las tantas variantes de cumbia originaria de la provincia de Santa Fe. Fueron el primer grupo de cumbia en Santa Fe Capital en hacer versiones del grupo de cumbia colombiana el Cuarteto Imperial. Entre sus éxitos más notables se encuentran El Guere Guere, lanzado en 1987 y siendo ganador de un disco de oro, también éxitos como La Cotorra, Los Pegaditos y Candela entre otros. También son poseedores de muchas canciones propias, pero la mayor parte de la trayectoria de Los Cumbiambas, siempre se caracterizó por hacer covers de grupos colombianos. 

## Exmiembros
- Miguel Angel Carranza (acordeón y Dirección)
- Jorge Nuñez (bajo y coros)
- Ariel Suraski (tumbadoras)
- Néstor Chaile (timbales y percusión)
- Juan Carlos Denis (guitarra)
- Cesar Gali (voz)
- Czeslaw Popowicz (voz y güiro)
- Jorge Omar Grenon (guitarra)
- Marcelo Donnet (timbales y percusión)
- Raúl Alberto Gómez (bajo eléctrico y coros)
- Bruno Gavazzi (acordeón)
- Diego Fredes (bajo eléctrico y coros)
- Franco Gonzales (teclado)
- Daniel Landriel (tumbadoras)
- Luciano Lorefice (timbales y percusión)
- Walter Villalba (timbales y percusión)
- Norberto Buratti (teclado)
- Luis Benítez  (Octapad)
- Daniel Maldonado (tumbadoras)
- Cristian Villalba (guitarra)
- Walter Aimar (tumbadoras)
- Leonardo Gonzales (tumbadoras)
- Julio Abaca (bajo eléctrico)
- Esteban Mendoza (acordeón)
- Luis Haesler (tumbadoras)
- Esteban 'Toti' López (bajo eléctrico)

## Discografía
| Año  | Disco                                       | Sello discográfico     |
| ---- | ------------------------------------------- | ---------------------- |
| 1985 | Carita de muñequita                         | Europhone              |
| 1986 | Serás mi reina                              | Europhone              |
| 1987 | El guere guere                              | Musigrand              |
| 1987 | Como nunca..!                               | Musigrand              |
| 1988 | ¡Ganadores!                                 | Musigrand              |
| 1989 | Inimitables                                 | Musigrand              |
| 1990 | Con estilo imperial!!                       | Musigrand              |
| 1991 | Meta ola                                    | Música & Marketing     |
| 1992 | Como nunca (2)                              | Música & Marketing     |
| 1993 | Los pegaditos de Los Cumbiambas             | Música & Marketing     |
| 1994 | Fiesta imperial                             | Música & Marketing     |
| 1995 | La cotorra de Los Cumbiambas                | Barca Discos           |
| 1999 | Cumbia cumbia                               | Magenta                |
| 2003 | Pegaditos otra vez                          | JLL                    |
| 2004 | Por siempre                                 | JLL                    |
| 2006 | Herederos de la cumbia                      | Procom / Garra Records |
| 2007 | Dale fruta                                  | Procom / Garra Records |
| 2008 | Cumbia de mi tierra                         | Procom / Garra Records |
| 2009 | Un éxito cantado                            | Procom / Garra Records |
| 2010 | Cumbiambailables                            | Colo Miusic            |
| 2011 | Pégate a bailar                             | Colo Miusic            |
| 2013 | Mi caramelo / Recordando éxitos (2 CD en 1) | Cabubi                 |

| Año  | Disco          | Sello discográfico |
| ---- | -------------- | ------------------ |
| 1987 | El guere guere | Musigrand          |

| Año  | Disco                                    | Sello discográfico |
| ---- | ---------------------------------------- | ------------------ |
| 2013 | Cumbia cumbia (1999) <Recordando éxitos> | Cabubi             |

| Año  | Sencillo                           | Sello discográfico |
| ---- | ---------------------------------- | ------------------ |
| 2023 | Ella no sabe (2013) <Recalculando> | Cabubi             |

## Premios
- 1988: Premio "Disco de oro" al trabajo discográfico "El Guere Guere" de 1987
- 1995: Premio "Brecha de Plata" presencia de la voz de Los Cumbiambas
- 1996: Premio "Mejor grupo tropical" santafesino
- 1996: Premio "Los Notables" Mejor grupo tropical
- 1997: Premio "Brecha de oro" Mejor acordeón de género musical tropical
- 2012: Premio "Candela" trayectoria Los Cumbiambas
- 2016: Premio "1º Fiesta de la cumbia santafesina" reconocimiento por la destacada trayectoria
- 2019: Premio "Reconocimiento a la trayectoria" por el aporte en el ámbito de la música popular santafesina (concejo de Santa Fe)